# 麦日乡
麦日乡，是中华人民共和国四川省凉山彝族自治州木里藏族自治县下辖的一个乡镇级行政单位。

## 行政区划
麦日乡下辖以下地区：
曲公村、日龙村、哈朗村、格伊村和麦日牧场。